# Phelsuma robertmertensi
Espèce
Statut de conservation UICN

 EN B1ab(iii)+2ab(iii) : En danger
Statut CITES
Phelsuma robertmertensi est une espèce de geckos de la famille des Gekkonidae.

## Répartition
Cette espèce est endémique de Mayotte.
Le climat est chaud et humide, avec des températures approchant les 30 °C aux endroits les plus chauds, et proches de 25 °C aux endroits plus frais. L'hygrométrie est élevée, allant de 60 à 70 %.

## Description
Ce gecko a l'aspect un peu trapu. Il est de couleur verte, parfois bleuté, tirant sur le jaune sur la queue et derrière la tête. Des taches grises courent au milieu du dos. Les pattes et les côtés sont brun foncé et brun clair tacheté. La peau a un aspect rugueux, les creux étant plus sombres (ce qui crée un contraste par rapport à la couleur de base).
Les femelles sont un peu plus ternes et tirent plus sur le marron que les mâles.

## Éthologie
Les mâles sont territoriaux, les femelles peuvent aussi présenter un comportement agressif envers les autres femelles, principalement en période de reproduction.

## Alimentation
Ce gecko est insectivore mais il consomme aussi des fruits, en léchant la pulpe.

## Reproduction
Les œufs sont collés sur un support, comme une plante ou une branche, ils incubent une cinquantaine de jours dans les conditions naturelles.

## Étymologie
Cette espèce est nommée en l'honneur du zoologiste germano-russe Robert Friedrich Wilhelm Mertens.

## En captivité
Cette espèce se rencontre en terrariophilie.

## Publication originale
- Meier, 1980 : Zur Taxonomie und Okologie der Gattung Phelsuma (Reptilia: Sauria: Gekkonidae) auf den Komoren, mit Beschreibung einer neuen Art. Bonner Zoologische Beiträge, vol. 31, no 3/4, p. 323-332 (texte intégral).